# Hans Hinterhäuser
Hans Hinterhäuser  (* 12. Februar 1919 in Alzenau; † 6. Oktober 2005 in Wien) war ein deutscher Romanist.

## Leben und Werk
Hinterhäuser besuchte bis zum Abitur 1937 das humanistische Gymnasium in Aschaffenburg. Von 1937 bis 1945 machte er Militär- und Kriegsdienst. Dann studierte er Germanistik und Romanistik in München und Würzburg und wurde 1949 an der Universität Heidelberg von Gerhard Hess promoviert mit der Arbeit Utopismus und Wirklichkeit bei Diderot. Studien zum "Supplément au Voyage de Bougainville" (erschienen u. d. T. Utopie und Wirklichkeit bei Diderot, Heidelberg, Winter,  1957). Von 1949 bis 1953 war er Lektor für Deutsch in Venedig, von 1957 bis 1958 in Madrid. Von 1954 bis 1960 war er Lektor für Romanistik an der Universität Bonn. Er habilitierte sich 1960 an der Universität Bonn bei Harri Meier mit der Schrift Die Episodios nacionales von Benito Pérez Galdós (Hamburg, De Gruyter, 1961; spanisch, Madrid 1963). Von 1962 bis 1968 war Hinterhäuser ordentlicher Professor für romanische Philologie in Kiel, dann in Bonn und schließlich bis zu seiner Emeritierung in Wien.
Der Pianist Markus Hinterhäuser ist sein Sohn.

## Weitere Werke
- Italien zwischen Schwarz und Rot, Stuttgart, Kohlhammer, 1956.
- Tradurre in tedesco, Florenz, Valmartina, 1958, 1965.
- Moderne italienische Lyrik, Göttingen, Vandenhoeck & Ruprecht, 1964.
- Der Weg des Lyrikers Cesare Pavese, Krefeld, Scherpe, 1969.
- Fin de siècle. Gestalten und Mythen, München, Fink, 1977.
  - Fin de siglo. Figuras y mitos, Madrid, Taurus, 1998.
- (mit Sebastian Neumeister) Roman und Lyrik in Frankreich 1900 – 1918, Wiesbaden, Akademische Verlagsgesellschaft Athenaion, 1979.
- (Hrsg.) Spanien und Europa. Texte zu ihrem Verhältnis von der Aufklärung bis zur Gegenwart, München, Deutscher Taschenbuchverlag, 1979.
- Streifzüge durch die romanische Welt, Wien, Sonderzahl, 1989.
- Italienische Lyrik im 20. Jahrhundert. Essays, München, Piper, 1990.
- (Hrsg.) Poetischer Rom-Führer italienisch und deutsch, Darmstadt, Wissenschaftliche Buchgesellschaft, 1997.